# 世德堂 (休宁)
世德堂是一座汪姓宗祠，位于中国安徽省黄山市休宁县汪村镇回源村源里组。
世德堂始建于清代，后来三毁三建，2003年村民捐款修祠，至2010年已是四次自发翻修祠堂。2015年1月26日，休宁县文物局组织修缮世德堂，交付使用，源里村民自发订立条约，保护世德堂。世德堂至今仍是村民活动议事的中心。
世德堂依然保持原有的古朴风貌，占地面积430平方米，其中建筑面积300平方米。祠内梁柱巨大，木雕等三雕精美，包括“八仙过海”、“孔雀开屏”、 “鲤鱼跳龙门”等。
2019年3月28日，世德堂列为第八批安徽省文物保护单位。